# Trifurcula ridiculosa
Trifurcula ridiculosa là một loài bướm đêm thuộc họ Nepticulidae. Nó là loài duy nhất được tìm thấy ở quần đảo Canaria: Tenerife, La Palma, La Gomera, El Hierro và Madeira, bao gồm đảo Porto Santo.
Sải cánh dài 4.1–4.5 mm đối với con đực và 3.8–4.1 mm đối với con cái. Larvae được tìm thấy ở tháng 2, tháng 4, tháng 9, tháng 10 và tháng 12.
Ấu trùng ăn Lotus arabicus, Lotus campylocladus, Lotus glaucus, Lotus glinoides, Lotus pedunculatus và Lotus sessilifolius. 
- Review Of The Subgenus Trifurcula (Levarchama), With Two New Species (Lepidoptera: Nepticulidae)
- bladmineerders.nl Lưu trữ ngày 5 tháng 6 năm 2012 tại Wayback Machine